# Arthur Bird
Pour les articles homonymes, voir Bird.
Arthur Bird (23 juillet 1856 - 22 décembre 1923) est un compositeur américain, résidant en Allemagne pendant de nombreuses années. Né à Cambridge, Massachusetts, il étudia en Europe et passa un an à Weimar avec Franz Liszt. Il composa un poème symphonique, Eine Karneval-Szene op. 5, et une symphonie en la majeur, op. 8 (tous deux en 1886) ; trois suites orchestrales ; quelques pièces pour des instruments à vent seuls ; de la musique pour le ballet ; un opéra-comique ; et un peu de musique de chambre. Bird meurt à Berlin en 1923.